# David Lipper

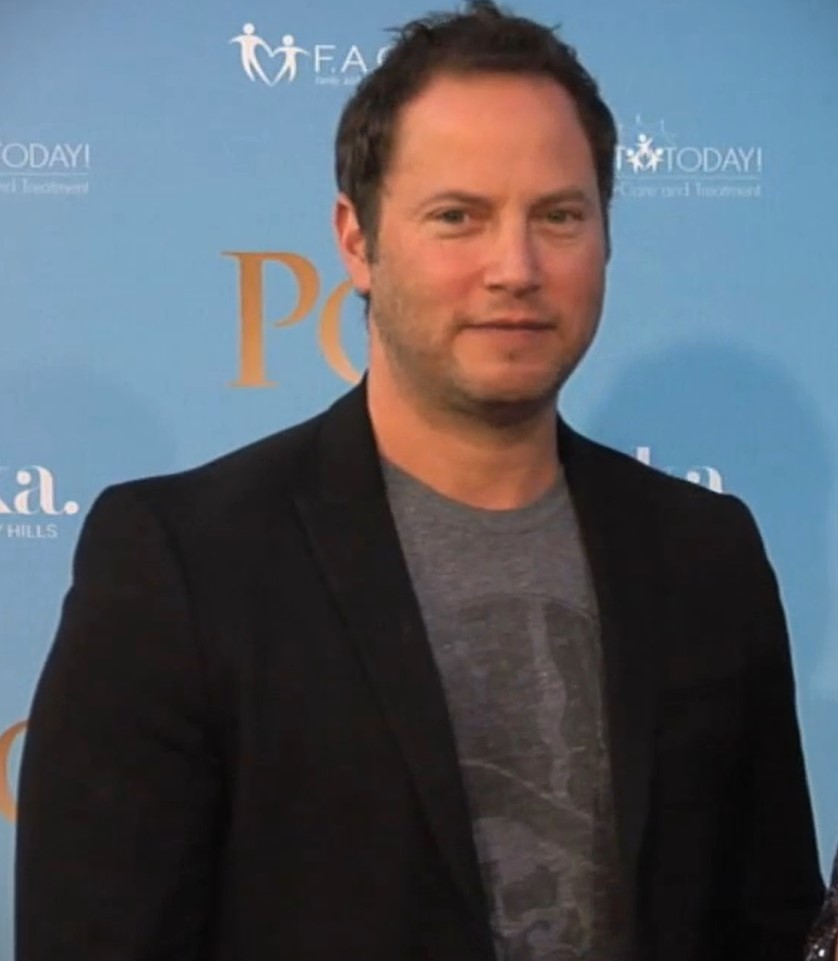
David Lipper, 2016

David Lipper (* 17. Februar 1974 in Montreal, Quebec) ist ein kanadischer Schauspieler, Filmproduzent und ehemaliger Kinderdarsteller.

## Leben
Lipper wuchs im kanadischen Montreal auf und machte 1991 seinen Bachelor of Fine Arts in Musical Theater am Emerson College in Boston. Anschließend zog er nach Los Angeles. Von 1999 bis 2000 war er CEO der Litoptions.com, einem Business-to-Business Internet Startup für die Unterhaltungsindustrie.
Ende der 1980er Jahre debütierte er als Kinderdarsteller. Eine größere Rolle übernahm er von 1994 bis 1995 in Full House als Viper. Dieselbe Rolle übernahm er 2016 und 2020 in der Fortsetzung Fuller House. 1999 war er in der Fernsehserie Misguided Angels in der Rolle des Kenneth McKinley zu sehen. Überwiegend wirkte er als Episodendarsteller in verschiedenen Fernsehserien wie Junge Schicksale, Mutant X, Navy CIS, Ghost Whisperer – Stimmen aus dem Jenseits, Schatten der Leidenschaft, Scorpion oder Code Black. Größere Filmrollen übernahm er 2003 in Insects – Die Brut aus dem All und The Second Chance – Wie du mir, so ich dir. Als Nebendarsteller war er in Der Babynator, Beautiful Boy oder Dying of the Light – Jede Minute zählt.
Lipper ist auch hinter der Kamera in der Filmindustrie tätig. So übernahm er filmproduzierende Tätigkeiten in The Unwilling (2016), Spring to Winter (2019) oder Reboot Camp (2020).

## Filmografie

### Schauspieler
- 1988: Time of Your Life (Fernsehserie)
- 1991: Nobody Can Hear You Scream
- 1992: Eine starke Familie (Step by Step) (Fernsehserie, Episode 1x19)
- 1993: Ich will neue Eltern (A Place to Be Loved) (Fernsehfilm)
- 1993: Palm Beach-Duo (Fernsehserie, Episode 3x09)
- 1994: Gerechtigkeit für meinen Sohn (Moment of Truth: Broken Pledges) (Fernsehfilm)
- 1994: Junge Schicksale (ABC Afterschool Specials) (Fernsehserie, Episode 23x01)
- 1994–1995: Full House (Fernsehserie, 4 Episoden)
- 1995: Annette Funicello – Ein Schicksal (A Dream Is a Wish Your Heart Makes: The Annette Funicello Story) (Fernsehfilm)
- 1995: Vom Schulfreund vergewaltigt – Ein Teenager klagt an (She Fought Alone) (Fernsehfilm)
- 1995: Family Values (Fernsehfilm)
- 1997: Dante’s Peak
- 1997: Mord aus Eifersucht – Wenn Schüler töten (Love's Deadly Triangle: The Texas Cadet Murder) (Fernsehfilm)
- 1997: Crisis Center (Fernsehserie, Episode 1x03)
- 1998: Bug Buster
- 1999: Misguided Angels (Fernsehserie, 8 Episoden)
- 2001: Wrong Number
- 2002: Federal Protection – Im Visier der Mafia (Federal Protection) (Fernsehfilm)
- 2002: Doc (Fernsehserie, Episode 3x03)
- 2002: Mutant X (Fernsehserie, Episode 2x09)
- 2003: Insects – Die Brut aus dem All (Threshold) (Fernsehfilm)
- 2003: The Second Chance – Wie du mir, so ich dir (This Time Around) (Fernsehfilm)
- 2003: See Jane Date (Fernsehfilm)
- 2004: Tru Calling – Schicksal reloaded! (Tru Calling) (Fernsehserie, Episode 1x20)
- 2004: I Do (But I Don't) (Fernsehfilm)
- 2004: Yard Sale
- 2005: Navy CIS (NCIS) (Fernsehserie, Episode 2x15)
- 2005: Der Babynator (The Pacifier)
- 2005: Trump Unauthorized (Fernsehfilm)
- 2005: Ghost Whisperer – Stimmen aus dem Jenseits (Ghost Whisperer) (Fernsehserie, Episode 1x10)
- 2006: Black Widower (Fernsehfilm)
- 2009: Cra$h & Burn (Fernsehserie, Episode 1x02)
- 2010: Beautiful Boy
- 2010: Family of Secrets (Fernsehserie, 2 Episoden)
- 2011: Schatten der Leidenschaft (The Young and the Restless) (Fernsehserie, Episode 1x9614)
- 2012: Plan B (Kurzfilm)
- 2012: 2 Jacks
- 2012: Seventeen Hours In (Kurzfilm)
- 2013: Non-Stop (Fernsehfilm)
- 2014: Love by Design
- 2014: Dying of the Light – Jede Minute zählt (Dying of the Light)
- 2015: Sons of Liberty (Mini-Serie, 3 Episoden)
- 2015: Pioneers' Palace
- 2015: Lost After Dark
- 2015: Exodus to Shanghai
- 2016: Viper from Full House Pitches to Netflix (Fernsehfilm)
- 2016: StreetDance: New York
- 2016: The Unwilling
- 2016: Fuller House (Fernsehserie, Episode 2x11)
- 2017: Frequency (Fernsehserie, 3 Episoden)
- 2017: Or Die Trying (Fernsehserie, Episode 1x06)
- 2018: Scorpion (Fernsehserie, Episode 4x18)
- 2018: Code Black (Fernsehserie, Episode 3x03)
- 2019: Sleeping with My Student
- 2020: Fuller House (Fernsehserie, Episode 5x18)
- 2020: Reboot Camp
- 2024: Place of Bones

### Produzent
- 1994: Broken Record (Kurzfilm)
- 1998: The Puzzle (Kurzfilm)
- 2016: The Unwilling (auch Drehbuch)
- 2019: Spring to Winter (auch Drehbuch)
- 2020: Reboot Camp
- 2024: Place of Bones